# Apanteles aglaope
Apanteles aglaope är en stekelart som beskrevs av Nixon 1965. Apanteles aglaope ingår i släktet Apanteles och familjen bracksteklar. Inga underarter finns listade i Catalogue of Life.